# Castellaniella ginsengisoli
Castellaniella ginsengisoli es una  especie de bacteria gramnegativa del género Castellaniella. Fue descrita en el año 2009. Su etimología hace referencia a suelo de ginseng. Es aerobia y móvil. Tiene un tamaño de 0,7-0,8 μm de ancho por 1,6-2,5 μm de largo. Catalasa y oxidasa positivas. Forma colonias lisas, circulares, convexas y amarillas en agar R2A tras 3 días de incubación. También crece en TSA y LB. Temperatura de crecimiento entre 25-42 °C, óptima de 30 °C. Tiene un contenido de G+C de 63,7%. Se ha aislado del suelo en un campo de ginseng en Daejeon, Corea del Sur.